# Василь Полатило
Василь Полатило ЧСВВ (хресне ім'я Венедикт, лат. Basilius Benedictus Polatylo, інколи Politylo; 1692, Віленський округ — 6 травня 1743) — церковний діяч, священник-василіянин, доктор філософії і богослов'я, протоархимандрит Василіянського Чину Конґреґації Пресвятої Тройці в 1736–1743 роках.

## Життєпис
Народився 1692 року у Віленському окрузі в сім'ї Казимира і Софії. Після завершення новіціату у Василіянському Чині пройшов студії риторики і був висвячений на диякона. У 1714 році призначений на філософсько-богословські студії до Папської Урбаніанської колегії Пропаганди Віри в Римі (записався 28 грудня 1714). 10 квітня 1723 року отримав докторські ступені з філософії і богослов'я, а 4 травня офіційно завершив своє перебування в Колегії. Під час студій був висвячений на священника (1 квітня 1720). Деякий час допомагав у душпастирській праці у василіянській церкві св. мучеників Сергія і Вакха в Римі.
Після 13 років різних праць у Чині, на Генеральній капітулі в Битені 1736 року був обраний на уряд протоархимандрита Василіянського Чину.
26 серпня 1739 року разом зі своїми консульторами (радниками) взяв участь у капітулі, яку скликав до Собору святого Юра у Львові митрополит Атанасій Шептицький. На цій капітулі було створено другу василіянську Конґреґацію Покрови Пресвятої Богородиці (Руську або Польську чи Коронну) і обрано для неї протоархимандрита о. Патрикія Жиравського. Отець Василь Полатило був проти цього вибору і далі вважав себе єдиним протоархимандритом Василіянського Чину «всієї Русі». Полатило робив усе можливе для чимскорішого об'єднання двох Конґреґацій в один Чин, що й відбулося на капітулі в Дубно у 1743 році (тривала з 26 травня до 12 червня), проте побачити на власні очі реалізацію своїх старань йому так і не вдалося, бо 6 травня 1743 року він помер.
Протоархимандрит Василь Полатило залишив по собі дуже цінну і цікаву книгу звітів із канонічних візитацій василіянських монастирів від 1736 до 1741 року, яка сьогодні зберігається у Відні.